# Quartiers de Gatineau
Voici la liste des quartiers qui se trouvent à Gatineau, au Québec.

## Secteur d'Aylmer
- Centre-ville d'Aylmer
- Champlain Park
- Deschênes
- Glenwood
- Lakeview Terrace
- Le Plateau (adjacent avec le secteur Hull)
- Les Cèdres
- Lucerne Nord
- Manoir Champlain/Rivermead
- McLeod/Eardley/Lakeview Terrace
- Parc Aylmer
- Pilon
- Queen's Park
- Seigneurie Lavigne/Jardins Lavigne
- Vieux Moulin
- Wychwood/Des Pionniers

## Secteur deBuckingham
- Beauchampville
- Centre-ville de Buckingham
- Petit-Québec

## Secteur de Gatineau
- Achbar
- Baie McLaurin
- Bellevue/Davidson
- Centre-Ville de Gatineau
- Coteville
- De la Sablonnière/Cheval Blanc
- De l'Hôpital
- Des Érables
- Du Ruisseau
- La Baie
- Le Baron
- Le Carrefour
- Les Hauteurs
- Les Pins
- Le Versant
- Limbour/Côte d'Azur
- Lorrain
- McLaren
- Mont-Luc
- Mont-Royal/Côte des Neiges
- Notre-Dame/Saint-Jean Marie Vianney
- Paiement
- Pointe-Gatineau
- Riviera/Touraine
- Sainte-Rose
- Saint-René
- Saint-Richard
- Tecumseh
- Terrasses-Paiement/Ravins-Boises

## Secteur deHull
- Des Hautes-Plaines
- Manoir des Trembles
- Lac des Fées (Wrightville)
- Le Plateau (adjacent avec le secteur Aylmer)
- Mont-Bleu
- Parc de la Montagne
- Richelieu Industrial Park
- Saint-Jean-Bosco (Wrightville)
- Saint-Raymond (Parc de la Montagne)
- Val-Tétreau
- Jardins Taché (Val-Tétreau)
- Vieux-Hull/Centre-ville (Île de Hull)
- Wrightville

## Secteur de Masson-Angers
- Angers
- Masson